# Katonda (mitologia)
Katonda é o nome usado para se referir a divindade criadora supremo na religião tradicional do povo Baganda, que se baseia principalmente na atual Uganda. Katonda é considerado o pai e líder do panteão Baganda, conhecido coletivamente como o balubaale (sing. lubaale).

## Representação
Como muitos deuses supremos africanos, Katonda é concebido como um deus distante que habita nos céus — que representava os céus — e não influencia diretamente o mundo material. Em vez disso, sua presença é sentida através das ações do balubaale. Apesar de sua falta de envolvimento nos assuntos mundanos, Katonda está presente na vida após a morte e presidiu o julgamento dos humanos.
Como um deus criador, Katonda também criou o primeiro humano; o homem, Kintu. Diz-se também que ele criou Bukulu, um deus cujos descendentes representam a maioria dos balubaale.
De acordo com Apollo Kaggwa (1934), Katonda parece ter menos influência nas tradições de culto Baganda em comparação com o balubaale, encontrando apenas alguns templos em Kyagwe dedicados a Katonda. Suas contas, em vez disso, consideravam Mukasa o líder do balubaale.

## Nomes alternativos
De acordo com Arthur Cotterell (1997), existem vários nomes que são usados em referência a Katonda:
1. Lissoddene (o olho grande no céu)
2. Kagingo (mestre da vida)
3. Ssewannaku (o eterno)
4. Lugaba (doador)
5. Ssebintu (mestre de todas as coisas)
6. Nnyiniggulu (senhor do céu)
7. Namuginga (aquele que molda)
8. Ssewaunaku (o compassivo)
9. Gguluddene (o gigante)
10. Namugereka (aquele que distribui)